# Neon avalonus
Neon avalonus là một loài nhện trong họ Salticidae.
Loài này thuộc chi Neon. Neon avalonus được Willis J. Gertsch & Wilton Ivie miêu tả năm 1955.